# Tratado de Bucarest (1918)
El Tratado de Bucarest fue un tratado de paz que el Imperio Alemán obligó a firmar al Reino de Rumanía el 7 de mayo de 1918 tras  las campañas rumanas de 1916-1917.

## Antecedentes
Tras las firmas de sendos tratados de paz, primero por la Rada Central Ucraniana a principios de febrero de 1918 (véase Tratado de Brest-Litovsk (Ucrania)) y luego por el nuevo gobierno soviético a comienzos de marzo de 1918 (véase Tratado de Brest-Litovsk), con las Potencias Centrales la situación rumana se volvió desesperada, quedando los territorios no ocupados por los Imperios prácticamente rodeados. Los soldados rusos que sostenían gran parte del frente rumano también comenzaron a volverse poco fiables desde el establecimiento del gobierno soviético en Petrogrado. En diciembre 4 cuerpos de ejército rusos habían ya firmado un armisticio con los alemanes y el comandante ruso declaró no contar con la lealtad de sus tropas, viéndose obligado el 3 de diciembre a solicitar armisticio, presionado por los revolucionarios. El gobierno rumano solicita al representante militar francés y a los embajadores aliados de la Triple Entente permiso para solicitar también un armisticio, a lo que el primero no se compromete pero sí así los segundos, que entienden la gravedad de la posición rumana.
El 9 de diciembre de 1917 el gobierno de Ionel Brătianu firma el Armisticio de Focşani, al que sucede el acuerdo de paz preliminar de Buftea, aceptada por su sucesor el general Alexandru Averescu. Estos dos documentos perfilan los duros términos que se reflejan posteriormente en la paz definitiva de Bucarest de mayo de 1918, que el nuevo gobierno de Alexandru Marghiloman ha de aceptar en mayo.

## Términos del tratado
Entre sus términos:

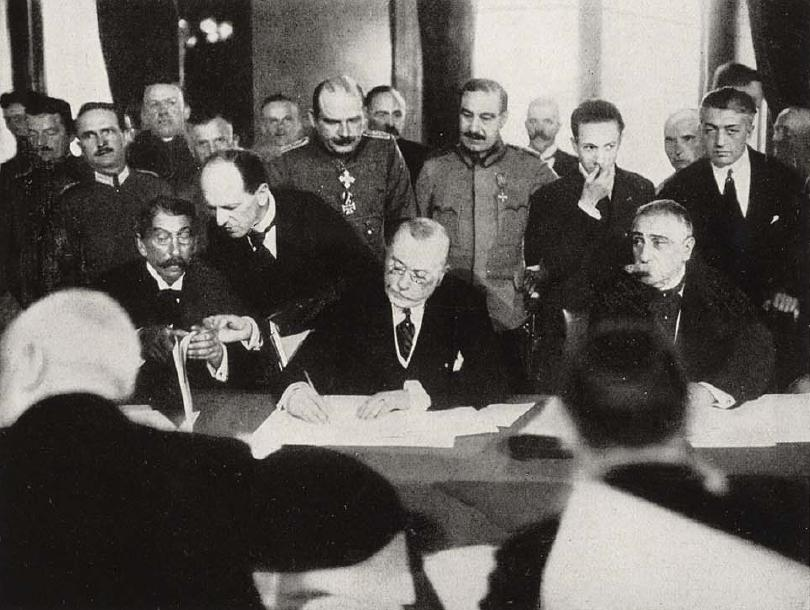
El primer ministro rumano Marghiloman firma el Tratado.

- Rumanía tuvo que devolver el sur de la Dobrudja y ceder la parte meridional del norte la misma región (véase el mapa) a Bulgaria, mientras que el resto de la provincia permanecía bajo el control conjunto de las Potencias Centrales.[4]
- Rumanía tuvo que ceder a Austria-Hungría el control de los pasos de montaña de los Cárpatos.[4]
- Rumanía se comprometió a alquilar sus pozos petrolíferos a Alemania durante 90 años.[4]
- Las potencias centrales reconocieron la Unión de Besarabia con Rumanía.[5]

El primer ministro rumano Marghiloman logró sin embargo algunas concesiones de los vencedores, como una cesión menor de territorio a Hungría.

## Consecuencias

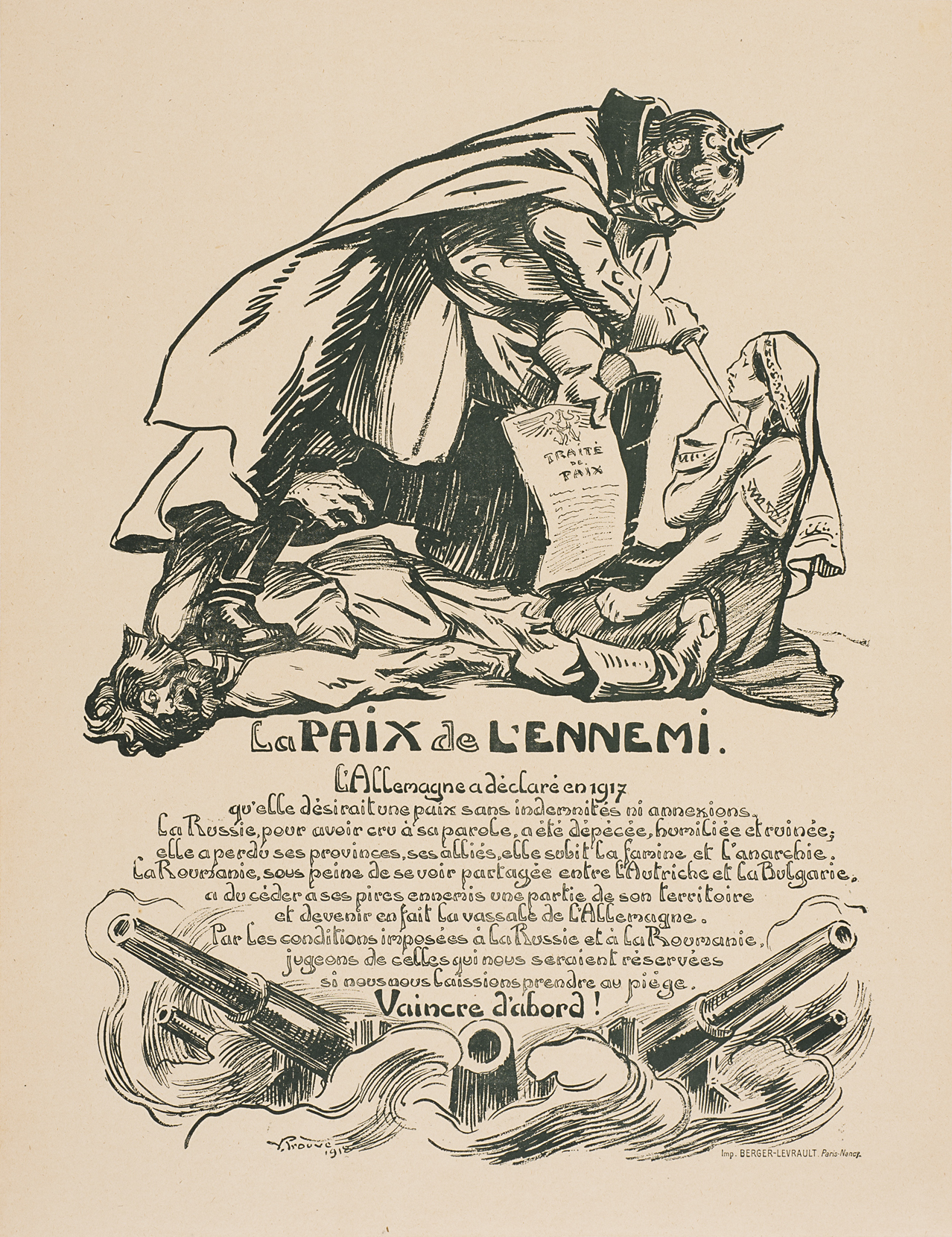
Caricatura francesa sobre el tratado: el emperador alemán Guillermo II amenaza con una daga a una mujer (Rumanía) a la vez que le ofrece el tratado de paz.

Mapa de la Dobrudja con los cambios territoriales especificados en el Tratado.
Territorio recuperado por Bulgaria (Dobruya meriodional)
Territorio recuperado por Bulgaria (Franja de Mangalia)
Territorio recuperado por Bulgaria
Territorio recuperado por Bulgaria (Silistra)
Condominio de los Imperios Centrales

Alexandru Marghiloman negoció y firmó el Tratado de Bucarest con las potencias centrales, el 7 de mayo de 1918. Sin embargo, el rey Fernando I de Rumania se negó a firmar el tratado (que ya había sido ratificado por la Cámara de Diputados el 28 de junio y por el Senado el 4 de julio de 1918).
Aunque Bulgaria recibió una parte del norte de Dobrudja, continuó presionando a Alemania y Austria-Hungría para obtener la anexión de toda la provincia, incluyendo el condominio establecido en el Tratado de Bucarest. Después de ciertas negociaciones, un protocolo sobre la transferencia de la zona administrada conjuntamente en el norte de Dobruya a Bulgaria se firmó el 25 de septiembre de 1918 en Berlín por Alemania, Austria-Hungría, el Imperio otomano y Bulgaria. Como compensación, Bulgaria accedió a entregar la margen izquierda del río Maritsa a los otomanos. Sin embargo, este acuerdo no duró mucho porque cuatro días después, el 29 de septiembre, Bulgaria tuvo que capitular ante el avance de las fuerzas aliadas (véase también: Armisticio con Bulgaria).
El tratado fue denunciado en octubre de 1918 por el gobierno del propio Alexandru Marghiloman y posteriormente anulado por los términos del armisticio de Compiègne con Alemania del 11 de noviembre de 1918.
En 1919, Alemania se vio obligada en el Tratado de Versalles a renunciar a todas las prestaciones previstas por el Tratado de Bucarest de 1918. Las transferencias territoriales a Austria-Hungría y Bulgaria fueron anuladas por los tratados de Saint-Germain (1919), Trianon (1920) y  Neuilly (1919), respectivamente.